# Wingersheim
Wingersheim is een plaats en voormalige gemeente in het Franse departement Bas-Rhin in de regio Grand Est en telt 1105 inwoners (2004).

## Geschiedenis
Wingersheim maakte deel uit van het het arrondissement Strasbourg-Campagne totdat dit op 1 januari 2015 werd opgeheven en de gemeente werd ingedeeld bij het arrondissement Saverne. Op 22 maart van dat jaar werd ook het kanton Hochfelden opgeheven waarop de gemeente werd opgenomen in het kanton Bouxwiller. Op 1 januari 2016 fuseerden Gingsheim, Hohatzenheim, Mittelhausen en Wingersheim tot de commune nouvelle Wingersheim les Quatre Bans.

## Geografie
De oppervlakte van Wingersheim bedraagt 8,0 km², de bevolkingsdichtheid is 138,1 inwoners per km².
De onderstaande kaart toont de ligging van Wingersheim met de belangrijkste infrastructuur en aangrenzende gemeenten.

## Demografie
Onderstaande figuur toont het verloop van het inwonertal (bron: INSEE-tellingen).